# Graendal
Graendal is een van de dertien verzakers, of - zoals zij zich noemen - uitverkorenen, uit de boekencyclus Rad des Tijds van Robert Jordan.
Graendal staat bekend als de meest opzichte verzaker, die haar plezier onttrekt uit de geneugten van het vlees en materialisme. Voordat Graendal overliep naar de Duistere, was zij onder de naam van Kamarile Maradim Nindar een heel ander persoon. Kamarile Maradim was gedurende de Eeuw der Legenden een bekende asceet, die een eenvoudig en rein leven leidde. Zij vond echter dat anderen dit ook dienden te doen en drong haar levenswijze aan andere mensen op. Doordat ze zich toelegde op de genezing van geesteszieken die niet door middel van Heling door de Ene Kracht genezen konden worden, was Kamarile Maradim een beroemd en geliefd persoon. Ze was door haar werkzaamheden misschien wel de vaardigste en subtielste manipuleerster die ooit geleefd had.
Een kleine tien jaar na het boren van de Bres onderging Kamarile Maradim een volledige gedaanteverandering en werd ze het tegenovergestelde van wat ze geweest was; Eenvoudige kleding werd vervangen door nieuwe en gedurfde stijlen en extreme uitingen en uitspattingen verdrongen haar ascese. Kamarile Maradim scheen te beseffen dat de wereld zich nooit kon optrekken aan haar maatstaven
Er is bewijs dat Kamarile Maradim de eerste was die ontdekte waar de wereld na het boren van de Bres mee te maken had. Korte tijd na haar ontdekking trok ze naar Shayol Ghul en nam ze de naam Greandal aan. Ze was de eerste die openlijk aangaf dat zij aan de kant van de Duistere stond.
In dienst van de Duistere bleek ze een uitzonderlijk persoon te zijn in het intrigeren en manipuleren van mensen; Algemene onrust, rampzalige opstanden en vreemd en schadelijk gedrag van hooggeplaatsten figuren worden aan haar toegeschreven.
Momenteel bezit Graendal een paleis in Arad Doman en bevolkt zij het met dienaren die ooit van rijke en machtige families deel uitmaakten. Onder de naam van Vrouwe Basene onderneemt zij een ziekelijke jacht naar macht.